# Fly so far
Fly so far (auch Nuestra libertad) ist ein Dokumentarfilm von Celina Escher aus dem Jahr 2021. Der erste Dokumentarfilm der schweizerisch-salvadorianischen Regisseurin zeigt, welche Auswirkungen das strenge Abtreibungsgesetz im zentralamerikanischen Land El Salvador auf Frauen im Falle von Schwangerschaftskomplikationen haben kann.

## Handlung
Im Zentrum des Films steht die Geschichte von Teodora del Carmen Vásquez, die nach einer Totgeburt im Jahr 2007 wegen Mordes zu einer 30-jährigen Haftstrafe verurteilt wurde. Den vorgeworfenen Kindesmord konnte sie aufgrund fehlender finanzieller Mittel für einen Rechtsbeistand nicht abwehren. Diese Geschichte wird exemplarisch für viele weitere Frauen erzählt. Andere Frauen, die das Schicksal teilen, werden im Film gezeigt, aber nicht namentlich erwähnt.
Die Protagonistin konnte mit Hilfe der Menschenrechtsorganisation Amnesty International schließlich eine Wiederaufnahme des Falles vor Gericht und eine vorzeitige Freilassung erwirken. Weitere Frauen mit ähnlichen Schicksalen sitzen jedoch bis heute in Haft.